# Rerum novarum
Rerum novarum (in italiano: Delle cose nuove) è un'enciclica sociale promulgata il 15 maggio 1891 da papa Leone XIII con la quale per la prima volta la Chiesa cattolica prese posizione in ordine alle questioni sociali e fondò la moderna dottrina sociale della Chiesa.

## Dottrina sociale della Chiesa
Il movimento cattolico era diviso in varie correnti riguardo all'atteggiamento da tenere nei confronti del capitalismo avanzante: a coloro che prospettavano un avvicinamento al movimento socialista per tentare di mediare in considerazione del radicale ateismo marxista, si opponevano i convinti sostenitori del progresso, del commercio e del laissez faire, concetti rispetto ai quali chiedevano una sostanziale benedizione. 
Una corrente significativa era inoltre rappresentata dai corporativisti, che indicavano un ritorno alle istituzioni economiche medievali, al fine di ricomporre la tensione sociale.
L'originalità dell'enciclica risiede quindi nella sua mediazione: il Pontefice, ponendosi esattamente a metà strada fra le parti, ammonisce la classe operaia affinché non dia sfogo alla propria rabbia attraverso inefficaci idee di rivoluzione, di invidia e odio verso i  ricchi, e chiede ai padroni di mitigare gli atteggiamenti verso i dipendenti, da non trattare come schiavi. L'auspicio è che fra le parti sociali vi siano accordi e collaborazioni nella questione sociale, ammettendo associazioni «sia di soli operai sia miste di operai e padroni» per la reciproca tutela dei diritti . 
Viene persino rivolto un invito ai lavoratori cristiani a formare proprie società, piuttosto che aderire a un'«organizzazione contraria allo spirito cristiano e al bene pubblico». 
L'enciclica contiene infine una condanna ferma nei confronti del socialismo, della teoria della lotta di classe e della massoneria, preferendo che la questione sociale venga affrontata e risolta dall'azione combinata di Chiesa, Stato, impiegati e datori di retribuzione.

## Tutela dei ceti deboli
(Rerum novarum, 29)
(Rerum novarum, 29)
Avendo a cuore la tutela dei diritti delle donne e dei fanciulli, che sovente erano i lavoratori maggiormente sfruttati, l'enciclica propone anche di riservare alle donne mansioni a loro consone, anche dal punto di vista morale e del loro ruolo nell'educazione della prole.
(Rerum novarum, 33)

## Preparazione, sviluppi e contesto
L'enciclica fu resa possibile dagli scritti dei precursori del personalismo economico, in particolare dei padri gesuiti Luigi Taparelli D'Azeglio e Matteo Liberatore. Il secondo fu uno degli estensori del documento insieme al domenicano cardinale Zigliara.
Nel redigere l'enciclica, il Papa richiese la collaborazione di Vincenzo Tarozzi, segretario per le lettere latine.
Le idee della Rerum novarum furono riprese, integrate e aggiornate nel corso del Novecento dalla Quadragesimo anno di papa Pio XI, dalla Mater et magistra di papa Giovanni XXIII, dalla Populorum progressio di papa Paolo VI e dalla Centesimus annus di papa Giovanni Paolo II.
L'enciclica è considerato un testo importantissimo dell'Ottocento, che insieme al Manifesto del partito comunista di Marx ed Engels e al Saggio sulla libertà di Mill può fornire un quadro completo delle posizioni sociali risalenti alla nascita della borghesia.

## Centenario
Per onorare il centenario della Rerum novarum, fra il 16 novembre 1991 e il 1º marzo 1992 fu organizzata nel Braccio di Carlo Magno (il corridoio che connette la metà meridionale del colonnato di Piazza San Pietro con la basilica) una grande esposizione di dipinti, visitata da decine di migliaia di persone, che comprendeva opere di Mosè Bianchi, Giovanni Fattori, Plinio Nomellini, Vincenzo Cabianca, Camille Corot, Giuseppe De Nittis, Jean François Millet e altri.
In occasione del centesimo anniversario della pubblicazione della Rerum novarum, papa Giovanni Paolo II promulgò l'enciclica Centesimus annus, che aggiorna la dottrina sociale della Chiesa alla luce dei cambiamenti economici avvenuti con la dissoluzione del sistema comunista e l'avvio della globalizzazione.